# Harpactea algarvensis
Harpactea algarvensis este o specie de păianjeni din genul Harpactea, familia Dysderidae, descrisă de Ferrández, 1990.
Este endemică în Portugal. Conform Catalogue of Life specia Harpactea algarvensis nu are subspecii cunoscute.